# Друкований вузол
Друко́ваний ву́зол — друкована плата з механічно і електрично сполученими електронними компонентами і виконаним паянням.

## Проектування друкованих вузлів
Перед безпосереднім проектуванням друкованих вузлів часто необхідно розділити схему електричну принципову на складові частини, кожна з яких може бути реалізована у вигляді друкованого вузла.
Розбиття схеми виконується за такими правилами:
1. Кожна складова частина повинна бути функціонально закінченим вузлом.
2. Число зовнішніх ліній зв'язку повинно бути мінімальним.
3. Розбиття необхідно виконувати так, щоб розмір друкованої плати відповідав розміру виробу вищого рівня і стандарту (ГОСТ 10317).
4. В межах однієї складової частини елементи повинні бути сумісні по теплових і електромагнітних взаємодіях.